# Elizabeth Akua Ohene
Elizabeth Akua Ohene (auch: Elizabeth Ekua Ohene) (* 24. Januar 1945 in Ho, Ghana) ist eine führende Journalistin, Kolumnistin, Redakteurin und Politikerin in Ghana. In der Regierungszeit von Präsident John Agyekum Kufuor war sie mit verschiedenen Ministerposten betraut worden. Ohene ist amtierende Ministerin für Erziehung. Zuvor war sie Staatsministerin im Büro des Präsidenten.

## Ausbildung
Ohene besuchte zwischen 1958 und 1964 die Mawuli School in Ho. Nach ihrem Abschluss besuchte sie die Universität von Ghana in Legon, einem Stadtteil von Accra. Ihr Studium schloss sie mit dem B.A. (Hon) im Fach Englisch im Jahre 1967 ab. Ohene besuchte später die University of Indiana, Bloomington, USA um Kommunikationswissenschaften zu studieren. Sie erwarb ein Zertifikat in Massenkommunikation (Mass Communication).
Das US State Department finanzierte Ohene im Jahr 1971 einen Praxiskurs in Kommunikationswissenschaften, der sie zu verschiedenen Zeitungen in drei Staaten der USA führte.

## Karriere
Zwischen 1967 und 1982 arbeitete Ohene als Reporterin, Kolumnistin und Redakteurin für den Daily Graphic und den Mirror. Für die Graphic Corporation, die Herausgeber der Zeitungen Daily Graphiy und Mirror arbeitete sie auch als Mitglied des Direktoriums.
Im Jahr 1986 gründete sie das Talking Drum Publications, ein Wochenmagazin für Westafrika deren Redakteurin und Herausgeberin sie bis 1986 war. Für den BBC arbeitete Ohene in der Abteilung World Service in London, Großbritannien. Beim BBC arbeitete sie ebenfalls als Produzentin für Radiosender. Im Verlauf ihrer Karriere wurde sie Radiomoderatorin, Produzentin des World Service des BBC sowie des British Domestic Radio, Kolumnistin des African Magazin und Vizeredakteurin den English Daily Programmes in Verantwortung für den Etat.
Ohene war für den BBC in verschiedenen Teilen Africas Korrespondentin und zwischen 1993 und 1994 im festen Zuständigkeitsbereich Korrespondentin für Südafrika. Für den BBC hat Ohene verschiedene Trainingsprogramme für Journalisten in Südafrika, Liberia, Nigeria, Sierra Leone, Senegal, Kenia, Äthiopien und Somalia entwickelt und geleitet. Sie ist ein Mitglied der International Women Media Foundation, die aktiv den Eintritt von Frauen in die Medienwirtschaft unterstützt und Kompetenzen zum Einstieg in Führungspositionen im Mediensektor vermittelt. Die Stiftung hat in Dakar, Senegal ein Medienzentrum für Frauen eingerichtet (Africa Women's Media Centre). In diesem Zentrum werden Schulungen für Frauen aus allen Teilen Afrikas abgehalten, um deren Fähigkeiten im Journalistischen Bereich fortzubilden. Seit 1997 ist Ohene Mitglied des CNN-Wettbewerbs Afrikas Journalist des Jahres (CNN Africa Journalist of the Jear competition).
Mit dem Amtsantritt von Kufuor in Osu Castle wurde Ohene im Jahr 2001 Staatsministerin im Büro der Präsidentin mit dem Verantwortungsbereich Medien und Sprecherin des Präsidentin. Seit 2001 ist sie Staatsministerin ohne Amtsbereich im Büro des Präsidenten und Regierungssprecherin.
Bei der Fußball-WM 2006 in Deutschland war Ohene als Berichterstatterin und veröffentlichte ihre Eindrücke in THE GHANAIAN TIMES, Accra.

## Ehrungen
Order of the Volta